# HD 191639
HD 191639 (BE Козерога / HIP 99457 / HR 7709) — очень горячая сине-белая звезда главной последовательности спектрального класса B, расположенная в созвездии Козерога. Находится на расстоянии приблизительно 730 парсек от Солнечной системы. Имеет видимую звёздную величину +6,49. Это самая далёкая звезда, которую теоретически возможно увидеть невооружённым глазом.

## Наблюдение
Звезда расположена в южном небесном полушарии, очень близко к небесному экватору, что означает, что её можно наблюдать практически из всех населенных регионов Земли (кроме полярного круга). Наблюдение HD 191639 невооружённым глазом возможно только при идеальных условиях, поскольку видимая звёздная величина находится на самой грани возможностей человеческого глаза.

## Физические характеристики
В каталогах 2018 года указывалось значение годичного параллакса 1.36 mas, что соответствовало расстоянию до неё около 730 пк, или 2381 световой год. Согласно данным в каталоге SIMBAD 2020 года, звезда имеет параллакс 1.1403±0.0640 mas, что соответствует расстоянию до неё около 877 пк, или 2860 световых лет.
HD 191639 является очень яркой звездой: она имеет абсолютную звездную величину −5,72, а её светимость в 15160 раз больше солнечной. Эффективная температура — около 25400 K (по другим данным от 20400 до 29000 K)).
Радиус звезды в 6.6 раз больше солнечного, а скорость вращения вокруг собственной оси – не менее 152±15 км/с.
Экзопланет пока не обнаружено.